# Émile Hanse
Émile Hanse  est un footballeur belge, né à Namur le 10 août 1892 et mort le 5 avril 1981 a Uccle.
Il a évolué comme milieu de terrain à l'Union Saint-Gilloise et a remporté deux fois le championnat de Belgique en 1913 et en 1923.
International belge, il a été champion olympique en 1920. Il fut le capitaine durant la finale les opposants à la Tchécoslovaquie, ce qui fait donc de lui le premier et le seul capitaine belge ayant remporté un titre majeur avec la sélection nationale. 
Il a dirigé l'Union Saint-Gilloise de 1952 à 1963.

## Palmarès
- International de 1920 à 1926 (11 sélections)
- Champion olympique en 1920 (il joue les trois matches du tournoi)
- Champion de Belgique en 1913 et 1923 avec la Royale Union Saint-Gilloise
- 254 matches et 23 buts en Division 1
- Vainqueur de la Coupe de Belgique en 1913 et 1914 avec la Royale Union Saint-Gilloise

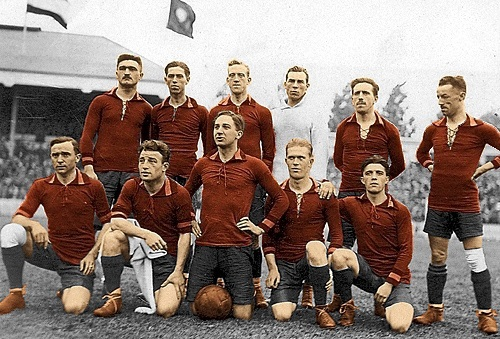
Les Belges champions olympiques, septembre 1920.
Émile Hanse est troisième debout en partant de la gauche.